# Callogobius sheni
Callogobius sheni är en fiskart som beskrevs av Chen, Chen och Fang 2006. Callogobius sheni ingår i släktet Callogobius och familjen smörbultsfiskar. Inga underarter finns listade.